# Bradysia infuscatipennis
Bradysia infuscatipennis är en tvåvingeart som först beskrevs av Blanchard 1852.  Bradysia infuscatipennis ingår i släktet Bradysia och familjen sorgmyggor. Inga underarter finns listade i Catalogue of Life.